# Gusnaspe Adur
Gusnaspe Adur (em persa médio: Gušnasp Ādur; em árabe: Jošnas Āḏar) foi um oficial sassânida do século V, ativo no reinado do xá Isdigerdes I (r. 399–420).

## Nome
Gusnaspe (Gušnasp) é um nome persa médio formado por gušn (do iraniano antigo *vṛšna-), "macho", e asp, "cavalo". Nesse sentido, significa "aquele com cavalos". Foi registrado em armênio como Vesnaspe (Վշնասպ, Všnasp). Já ādur ou ādar é a palavra em persa médio e parta para "fogo", derivada do avéstico ātar. Foi um termo utilizado para indicar templos zoroastristas dedicados ao fogo sagrado, bem como é o nome do nono mês do calendário zoroastrista e o nono dia do mês.

## Vida
As origens de Gusnaspe Adur são incertas. Sabe-se que serviu como secretário financeiro (junde alcaraje) no reinado do xainxá Isdigerdes I (r. 399–420). Com a morte do rei em 420, participou na complô da nobreza que impediu que seus filhos o sucedessem e Cosroes, o Usurpador (r. 420) foi nomeado. Depois, foi citado como secretário de Vararanes V (r. 420–438).